# Money in the Bank ladder match

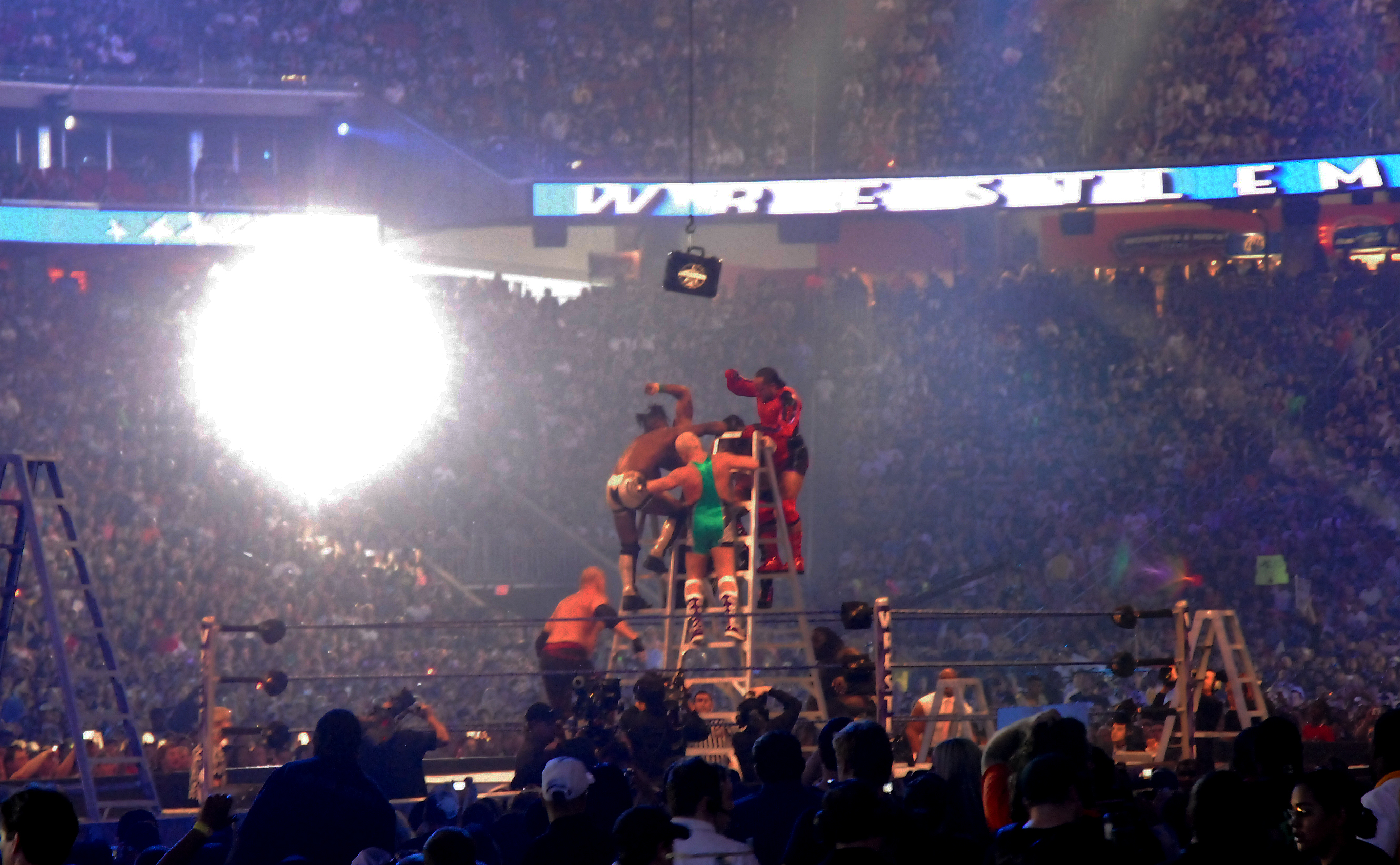
Money in the Bank ladder match z 2009, który odbył się na WrestleManii XXV

Money in the Bank ladder match – rodzaj walki w profesjonalnym wrestlingu, który jest odmianą ladder matchu i jest organizowany jedynie w federacji WWE. Nagrodą w walce jest walizka z kontraktem na walkę o światowe mistrzostwo, które może być wykorzystane w dowolnym momencie przez kolejnych 365 dni. Od 2017 roku, kobiety również mają możliwość rywalizacji w takiej walce, a ich nagrodą jest walizka z kontraktem na walkę o kobiece mistrzostwo.
Pierwsza walka została zorganizowana w 2005 na WrestleManii 21, a jego pomysłodawcą (wedle scenariusza) był Chris Jericho. Podczas pierwszej edycji występowali jedynie wrestlerzy z rosteru Raw, jednakże od 2006 do 2010 występowali również wrestlerzy brandów WWE SmackDown i ECW. W 2010 drugi i trzeci pojedynek został zorganizowany podczas osobnej corocznej gali pay-per-view WWE Money in the Bank – jeden pojedynek był o kontrakt na WWE Championship, zaś drugi na World Heavyweight Championship.
Do 2010 posiadacz walizki mógł użyć kontraktu na dowolnym światowym mistrzostwie federacji (dwóch powyższych oraz od 2007 do 2009 na posiadaczu ECW Championship). Wraz z unifikacją WWE i World Heavyweight Championships w WWE World Heavyweight Championship w grudniu 2013 podczas gali TLC, od 2014 do 2016 odbywała się jedynie jedna walka o kontrakt na ten tytuł.
Podział na brandy powrócił wkrótce po gali Money in the Bank 2016 wraz z nowym tytułem mistrza świata – WWE Universal Championship. Gala w 2017 roku była ekskluzywna dla SmackDown, a kontrakt był na walkę o mistrzostwo świata tego brandu, WWE Championship (dawniej WWE World Heavyweight Championship). Obejmował także pierwszy w historii Money in the Bank ladder match, w którym zwyciężczyni otrzymała kontrakt na walkę o SmackDown Women’s Championship. Ze względu na kontrowersje wokół zakończenia tej wallki, pierwszy Money in the Bank ladder match, który nie miał miejsca na pay-per-view odbył się 27 czerwca na odcinku SmackDown Live. Stało się dwubrandowe począwszy od gali Money in the Bank 2018, w którym uczestniczyły zarówno brandy Raw, jak i SmackDown, z jedną walką mężczyzn ijedną walką kobiet, a uczestnicy byli równomiernie podzieleni pomiędzy brandy; odpowiednie kontrakty gwarantowały zwycięzcy walkę o najwyższy tytuł swojego brandu, umożliwiając wrestlerom Raw (jeśli wygrają) wykorzystać kontrakt na Universal Championship lub Raw Women’s Championship. Począwszy od gali Money in the Bank 2019, zwycięzcy mogą rzucić wyzwanie mistrzowi któremukolwiek z brandów.
Podczas gali Money in the Bank 2020, chociaż zasady walki pozostały takie same, na szczycie walki dodano gimmick „Corporate Ladder”; zarówno walki mężczyzn, jak i kobiet, które odbywały się w tym samym czasie, odbyły się w WWE Titan Towers w Stamford w stanie Connecticut, gdzie uczestnicy zaczynali od parteru budynku i przedarli się na dach, gdzie znajdował się ring i drabiny ulokowano z walizkami zawieszonymi nad ringiem; zmiana ta nastąpiła w związku z pamdenią COVID-19. Walki powróciły do swojego zwykłego formatu podczas gali Money in the Bank 2021. Chociaż kontrakt jest pierwotnie na walkę o mistrzostwo świata, zwycięzca Money in the Bank z 2022 roku, Austin Theory, był pierwszym, który wykorzystał walizkę na mistrzostwie innym niż światowe, kiedy bezskutecznie walczył o mistrzostwo WWE United States Championship.

## Koncept
W Money in the Bank ladder matchu może wystąpić od 5 do 10 zawodników, zaś zadaniem jest zdjęcie walizki zawieszonej sześć mentrów nad ringiem przy pomocy drabin. W walizce znajduje się kontrakt gwarantujący walkę o światowe mistrzostwo (obecnie WWE Championship i Universal Championship). W przeszłości były to również kontrakty o World Heavyweight Championship oraz ECW Championship. Posiadacz walizki może wykorzystać kontrakt w dowolnym wybranym przez siebie momencie podczas programów federacji, przykładowo na osłabionym mistrzu, nawet jeśli ten dopiero co bronił mistrzostwa. Ta strategia została spopularyzowana przez pierwszego posiadacza walizki Edge’a, który użył jej na rannym Johnie Cenie podczas gali New Year’s Revolution ze stycznia 2006. „Mr. Money in the Bank” (lub „Miss Money in the Bank”) może wykorzystać kontrakt w przeciągu całego roku. Walizka może być również broniona w pojedynkach – do tej pory dwóch posiadaczy kontraktu utraciło go, byli to Mr. Kennedy, który utracił kontrakt na rzecz Edge’a w 2007, oraz Otis, który stracił kontrakt na rzecz The Miza w 2020. John Cena, Damien Sandow, Baron Corbin, Braun Strowman i Austin Theory byli posiadaczami kontraktów, którzy wykorzystali je i nie zdołali zdobyć mistrzostwa. Na Cenie i Sethie Rollinsie wykorzystano kontrakt rekordowo trzykrotnie (przez Edge’a, Roba Van Dama i Damiena Sandowa w przypadku Ceny oraz przez Deana Ambrose’a, Brocka Lesnara i Austina Theory’ego w przypadku Rollinsa). Austin Theory także stał się pierwszą osobą, która wykorzystała kontrakt na walkę o tytuł United States Championship, który nie jest światowym mistrzostwem.
W 2017 do systemu wprowadzono kobiety, które mogą wykorzystać kontrakt na Raw Women’s Championship i SmackDown Women’s Championship. W edycji 2017 uczestniczyć mogły tylko kobiety ze SmackDown, lecz od 2018 dołączyły również kobiety z Raw. Każda kobieta, która zdobyła walizkę wykorzystała ją z powodzeniem. Carmella jest jedyną kobietą, która wygrała walizkę dwukrotnie. Charlotte Flair jest jedyną mistrzynią, na której wykorzystano walizkę trzykrotnie (przez Carmellę, Bayley i Nikki A.S.H.). Podczas edycji w 2020 odbyła się walka bezpośrednio o mistrzostwo, które znajdowało się w walizce. Walkę tę wygrała Asuka. Następnej nocy po wygraniu przez Asuki walizki, na Raw, ówczesna Raw Women’s Champion, Becky Lynch ogłosiła, że jest w ciąży i że walka nie była o walizkę, lecz o Raw Women’s Championship, dzięki czemu Asuka została nową mistrzynią.

## Lista walk
| Rok  | Gala | Kontrakt                                | Zwycięzca        | Inni uczestnicy | Czas  |
| ---- | --- | --------------------------------------- | ---------------- | --- | ----- |
| 2005 | WrestleMania 21 | World Heavyweight Championship          | Edge             | Chris Benoit, Chris Jericho, Shelton Benjamin, Kane i Christian                                                                    | 15:17 |
| 2005 | - Podczas draftu z 2005, World Heavyweight Champion Batista został przeniesiony do brandu SmackDown, zaś WWE Champion John Cena do brandu Raw, co pozwoliło Edge’owi zawalczyć o tytuł Ceny. - Obronił kontrakt pokonując Matta Hardy’ego w ladder matchu podczas tygodniówki Raw z 3 października 2005. - Edge był w posiadaniu kontraktu przez 280 dni.                        |                                         |                  | |       |
| 2006 | WrestleMania 22 | Światowe mistrzostwo dowolnego brandu   | Rob Van Dam      | Matt Hardy, Shelton Benjamin, Ric Flair, Finlay i Bobby Lashley                                                                    | 12:14 |
| 2006 | - Obronił kontrakt pokonując Sheltona Benjamina podczas gali Backlash, gdzie stawką był również WWE Intercontinental Championship Benjamina. - Van Dam jest pierwszą osobą, która zapowiedziała kiedy wykorzysta walizkę. - Van Dam był w posiadaniu kontraktu przez 70 dni. |                                         |                  | |       |
| 2007 | WrestleMania 23 | Światowe mistrzostwo dowolnego brandu   | Mr. Kennedy      | Edge, Jeff Hardy, CM Punk, King Booker, Finlay, Matt Hardy i Randy Orton                                                           | 19:10 |
| 2007 | - Stracił kontrakt na rzecz Edge’a podczas tygodniówki Raw z 7 maja 2007. - Mr. Kennedy był w posiadaniu kontraktu przez 36 dni. |                                         |                  | |       |
| 2007 | Raw | Światowe mistrzostwo dowolnego brandu   | Edge (2)         | Mr. Kennedy (bronił kontraktu) | 0:07  |
| 2007 | - Wygrał kontrakt w walce z Mr. Kennedym podczas tygodniówki Raw z 7 maja 2007. - Edge był w posiadaniu kontraktu przez 1 dzień (WWE uznaje 4 dni). - Został przeniesiony na SmackDown! po udanym wykorzystaniu walizki. |                                         |                  | |       |
| 2008 | WrestleMania XXIV | Światowe mistrzostwo dowolnego brandu   | CM Punk          | Mr. Kennedy, Chris Jericho, Shelton Benjamin, Carlito, John Morrison i Montel Vontavious Porter                                    | 15:12 |
| 2008 | - W wyniku wykorzystania kontraktu przez Punka, World Heavyweight Championship zostało przeniesione do brandu Raw. - CM Punk był w posiadaniu kontraktu przez 92 dni. |                                         |                  | |       |
| 2009 | WrestleMania XXV | Światowe mistrzostwo dowolnego brandu   | CM Punk (2)      | Christian, Shelton Benjamin, Kane, Finlay, Montel Vontavious Porter, Kofi Kingston i Mark Henry                                    | 14:32 |
| 2009 | - CM Punk był w posiadaniu kontraktu przez 63 dni. |                                         |                  | |       |
| 2010 | WrestleMania XXVI | Światowe mistrzostwo dowolnego brandu   | Jack Swagger     | Shelton Benjamin, Christian, Kane, Matt Hardy, Drew McIntyre, Kofi Kingston, Evan Bourne, Montel Vontavious Porter i Dolph Ziggler | 13:44 |
| 2010 | - Swagger był w posiadaniu kontraktu przez 2 dni. |                                         |                  | |       |
| 2010 | Money in the Bank | World Heavyweight Championship          | Kane             | Christian, Matt Hardy, Big Show, Dolph Ziggler, Kofi Kingston, Drew McIntyre i Cody Rhodes                                         | 26:18 |
| 2010 | - Kane był w posiadaniu kontraktu przez 49 minut. Był pierwszą osobą, która wykorzystała kontrakt tej samej nocy. |                                         |                  | |       |
| 2010 | Money in the Bank | WWE Championship                        | The Miz          | Randy Orton, Chris Jericho, Edge, John Morrison, Evan Bourne, Ted DiBiase i Mark Henry                                             | 20:26 |
| 2010 | - The Miz był w posiadaniu kontraktu przez 127 dni. |                                         |                  | |       |
| 2011 | Money in the Bank | World Heavyweight Championship          | Daniel Bryan     | Wade Barrett, Kane, Cody Rhodes, Sheamus, Sin Cara, Justin Gabriel i Heath Slater                                                  | 24:27 |
| 2011 | - Jego pierwsze użycie walizki przeciwko Markowi Henry’emu zostało anulowane. - Bryan był w posiadaniu kontraktu przez 154 dni. |                                         |                  | |       |
| 2011 | Money in the Bank | WWE Championship                        | Alberto Del Rio  | The Miz, Rey Mysterio, Jack Swagger, R-Truth, Kofi Kingston, Evan Bourne i Alex Riley                                              | 15:54 |
| 2011 | - Del Rio był w posiadaniu walizki przez 28 dni. |                                         |                  | |       |
| 2012 | Money in the Bank | World Heavyweight Championship          | Dolph Ziggler    | Cody Rhodes, Damien Sandow, Christian, Tyson Kidd, Sin Cara, Tensai i Santino Marella                                              | 18:23 |
| 2012 | - Obronił walizkę w walce z Chrisem Jericho podczas tygodniówki Raw z 20 sierpnia 2012. - Obronił walizkę w ladder matchu przeciwko Johnowi Cenie podczas gali TLC: Tables, Ladders & Chairs. - Ziggler był w posiadaniu kontraktu przez 267 dni. |                                         |                  | |       |
| 2012 | Money in the Bank | WWE Championship                        | John Cena        | Chris Jericho, The Miz, Kane i Big Show                                                                                            | 20:15 |
| 2012 | - Cena był pierwszym wrestlerem, który wykorzystał kontrakt i nie zdobył mistrzostwa. Jest również drugim, który ogłosił datę wykorzystania walizki. - Cena był w posiadaniu kontraktu przez 8 dni. |                                         |                  | |       |
| 2013 | Money in the Bank | World Heavyweight Championship          | Damien Sandow    | Cody Rhodes, Wade Barrett, Dean Ambrose, Jack Swagger, Fandango i Antonio Cesaro                                                   | 16:24 |
| 2013 | - Sandow był drugim wrestlerem, który wykorzystał kontrakt i nie zdobył mistrzostwa. - Sandow był w posiadaniu kontraktu przez 106 dni. |                                         |                  | |       |
| 2013 | Money in the Bank | WWE Championship                        | Randy Orton      | CM Punk, Daniel Bryan, Christian, Sheamus i Rob Van Dam                                                                            | 28:38 |
| 2013 | - Orton był w posiadaniu kontraktu przez 35 dni. |                                         |                  | |       |
| 2014 | Money in the Bank | WWE World Heavyweight Championship      | Seth Rollins     | Kofi Kingston, Dolph Ziggler, Jack Swagger, Rob Van Dam i Dean Ambrose                                                             | 23:10 |
| 2014 | - Rollins był pierwszą osobą, która wykorzystała walizkę na WrestleManii, a także pierwszą, która wykorzystała kontrakt podczas trwania walki i dołączyła do niej. - Rollins był w posiadaniu kontraktu przez 273 dni. |                                         |                  | |       |
| 2015 | Money in the Bank | WWE World Heavyweight Championship      | Sheamus          | Dolph Ziggler, Kane, Kofi Kingston, Neville, Randy Orton i Roman Reigns                                                            | 20:50 |
| 2015 | - Sheamus był w posiadaniu kontraktu przez 181 dni. |                                         |                  | |       |
| 2016 | Money in the Bank | WWE World Heavyweight Championship      | Dean Ambrose     | Sami Zayn, Cesaro, Chris Jericho, Kevin Owens i Alberto Del Rio                                                                    | 21:38 |
| 2016 | - Ambrose był w posiadaniu kontraktu przez 57 minut. Był drugą osobą, która wykorzystała kontrakt tej samej nocy. |                                         |                  | |       |
| 2017 | Money in the Bank | WWE SmackDown Women’s Championship      | Carmella         | Becky Lynch, Charlotte Flair, Natalya i Tamina                                                                                     | 13:20 |
| 2017 | - Została pozbawiona kontraktu przez Daniela Bryana ze względu na kontrowersyjne zakończenie walki. - Carmella była w posiadaniu kontraktu przez 2 dni. |                                         |                  | |       |
| 2017 | Money in the Bank | WWE Championship                        | Baron Corbin     | AJ Styles, Baron Corbin, Dolph Ziggler, Kevin Owens, Sami Zayn i Shinsuke Nakamura                                                 | 29:45 |
| 2017 | - Corbin był w posiadaniu kontraktu przez 58 dni. |                                         |                  | |       |
| 2017 | SmackDown Live | WWE SmackDown Women’s Championship      | Carmella (2)     | Becky Lynch, Charlotte Flair, Natalya i Tamina                                                                                     | 24:00 |
| 2017 | - Wygrała rewanż ustalony przez Daniela Bryana. - Carmella była w posiadaniu kontraktu przez rekordowe 287 dni. |                                         |                  | |       |
| 2018 | Money in the Bank | Kobiece mistrzostwo brandu zwyciężczyni | Alexa Bliss      | Becky Lynch, Charlotte Flair, Ember Moon, Lana, Naomi, Natalya i Sasha Banks                                                       | 18:30 |
| 2018 | - Bliss była w posiadaniu kontraktu przez 2 godziny i 52 minuty. |                                         |                  | |       |
| 2018 | Money in the Bank | Światowe mistrzostwo brandu zwycięzcy   | Braun Strowman   | Bobby Roode, Finn Bálor, Kevin Owens, Kofi Kingston, Rusev, Samoa Joe i The Miz                                                    | 19:53 |
| 2018 | - Obronił kontrakt w walce z Kevinem Owensem na SummerSlam. - Strowman był w posiadaniu kontraktu przez 70 dni. |                                         |                  | |       |
| 2019 | Money in the Bank | Kobiece mistrzostwo                     | Bayley           | Carmella, Dana Brooke, Ember Moon, Mandy Rose, Naomi, Natalya i Nikki Cross                                                        | 13:50 |
| 2019 | - Bayley była w posiadaniu kontraktu przez 1 godzinę i 25 minut. |                                         |                  | |       |
| 2019 | Money in the Bank | Światowe mistrzostwo                    | Brock Lesnar     | Ali, Andrade, Baron Corbin, Drew McIntyre, Finn Bálor, Randy Orton i Ricochet                                                      | 19:00 |
| 2019 | - Lesnar był w posiadaniu kontraktu przez 56 dni. |                                         |                  | |       |
| 2020 | Money in the Bank | Raw Women’s Championship                | Asuka            | Carmella, Dana Brooke, Lacey Evans, Nia Jax i Shayna Baszler                                                                       | 22:00 |
| 2020 | - Walka odbyła się w tym samym czasie, co walka mężczyzn, ale zakończyła się jako pierwsza. - 11 maja podczas tygodniówki Raw ogłoszono, że walka była o Raw Women’s Championship z powodu że poprzednia mistrzyni Becky Lynch ogłosiła przerwę z powodu ciąży i Asuka została nową mistrzynią. - Asuka była w posiadaniu kontraktu przez 25 dni (WWE uznaje 1 dzień).           |                                         |                  | |       |
| 2020 | Money in the Bank | Światowe mistrzostwo                    | Otis             | AJ Styles, Aleister Black, Daniel Bryan, King Corbin i Rey Mysterio                                                                | 27:15 |
| 2020 | - Walka odbyła się w tym samym czasie co walka kobiet, ale zakończyła się jako druga. - Stracił kontrakt na rzecz The Miza na Hell in a Cell. - Otis był w posiadaniu kontraktu przez 193 dni (WWE uznaje 168 dni). |                                         |                  | |       |
| 2020 | Hell in a Cell | Światowe mistrzostwo                    | The Miz (2)      | Otis (bronił kontraktu) | 7:25  |
| 2020 | - Wygrał kontrakt w walce z Otisem, 25 października 2020 na Hell in a Cell. - Wykorzystał kontrakt na TLC: Tables, Ladders & Chairs, ale wykorzystanie zostało uznane za nieważne, ponieważ John Morrison wykorzystał kontrakt w jego imieniu (tylko posiadacz kontraktu może wykorzystać kontrakt), a kontrakt został zwrócony. - Miz był w posiadaniu kontraktu przez 119 dni. |                                         |                  | |       |
| 2021 | Money in the Bank | Kobiece mistrzostwo                     | Nikki A.S.H.     | Alexa Bliss, Asuka, Liv Morgan, Naomi, Natalya, Tamina i Zelina Vega                                                               | 15:45 |
| 2021 | - Nikki A.S.H. była w posiadaniu kontraktu przez 1 dzień. |                                         |                  | |       |
| 2021 | Money in the Bank | Światowe mistrzostwo                    | Big E            | Drew McIntyre, John Morrison, Kevin Owens, King Nakamura, Ricochet, Riddle i Seth Rollins                                          | 17:40 |
| 2021 | - Big E był w posiadaniu kontraktu przez 55 dni. |                                         |                  | |       |
| 2022 | Money in the Bank | Kobiece mistrzostwo                     | Liv Morgan       | Alexa Bliss, Asuka, Becky Lynch, Lacey Evans, Raquel Rodriguez i Shotzi                                                            | 16:35 |
| 2022 | - Morgan była w posiadaniu kontraktu przez 2 godziny. |                                         |                  | |       |
| 2022 | Money in the Bank | Męskie mistrzostwo                      | Austin Theory    | Drew McIntyre, Madcap Moss, Omos, Riddle, Sami Zayn, Seth „Freakin” Rollins i Sheamus                                              | 25:25 |
| 2022 | - Theory był w posiadaniu kontraktu przez 128 dni. |                                         |                  | |       |
| 2023 | Money in the Bank | Męskie mistrzostwo                      | Damian Priest    | Butch, LA Knight, Logan Paul, Ricochet, Santos Escobar i Shinsuke Nakamura                                                         | 20:25 |
| 2023 | - Priest był w posiadaniu kontraktu przez 281 dni. |                                         |                  | |       |
| 2023 | Money in the Bank | Kobiece mistrzostwo                     | Iyo Sky          | Bayley, Becky Lynch, Trish Stratus, Zelina Vega i Zoey Stark                                                                       | 18:05 |
| 2023 | - Sky była w posiadaniu kontraktu przez 35 dni. |                                         |                  | |       |
| 2024 | Money in the Bank | Męskie mistrzostwo                      | Drew McIntyre    | Andrade, Carmelo Hayes, Chad Gable, Jey Uso i LA Knight                                                                            | 16:30 |
| 2024 | - McIntyre był w posiadaniu kontraktu przez 1 godzinę i 25 minut. |                                         |                  | |       |
| 2024 | Money in the Bank | Kobiece mistrzostwo                     | Tiffany Stratton | Chelsea Green, Iyo Sky, Lyra Valkyria, Naomi i Zoey Stark                                                                          | 16:50 |
| 2024 | - Stratton była w posiadaniu kontraktu przez 181 dni. |                                         |                  | |       |
| 2025 | Money in the Bank | Kobiece mistrzostwo                     | Naomi            | Alexa Bliss, Giulia, Rhea Ripley, Roxanne Perez i Stephanie Vaquer                                                                 | 25:15 |
| 2025 | - Naomi była w posiadaniu kontraktu przez 36 dni. |                                         |                  | |       |
| 2025 | Money in the Bank | Męskie mistrzostwo                      | Seth Rollins     | Andrade, El Grande Americano, LA Knight, Penta i Solo Sikoa                                                                        | 33:35 |
| 2025 | - Rollins był w posiadaniu kontraktu przez 56 dni. |                                         |                  | |       |

### Walki o mistrzostwa
| Mistrzostwo                                  | Ilość udanych wykorzystań | Ilość prób | %     |
| -------------------------------------------- | ------------------------- | ---------- | ----- |
| WWE Championship1                            | 9                         | 11         | .818  |
| World Heavyweight Championship (oryginalny)1 | 7                         | 8          | .875  |
| World Heavyweight Championship (obecny)      | 2                         | 3          | .667  |
| WWE Women’s Championship³                    | 4                         | 4          | 1.000 |
| Women’s World Championship²                  | 4                         | 4          | 1.000 |
| WWE Universal Championship                   | 1                         | 2          | .500  |
| WWE United States Championship               | 0                         | 1          | .000  |
| Męskie cash-iny                              | 20                        | 26         | .769  |
| Żeńskie cash-iny                             | 8                         | 8          | 1.000 |
| Łącznie                                      | 28                        | 34         | .824  |

1W grudniu 2013 roku, WWE Championship i oryginalny World Heavyweight Championship zostały zunifikowane. World Heavyweight Championship zostało wycofane, podczas gdy WWE Championship stało się znane jako WWE World Heavyweight Championship aż do gali w 2016 roku, po czym powróciło do nazwy WWE Championship.
2Tytuł został ustanowiony jako SmackDown Women’s Championship w sierpniu 2016 roku, ale w czerwcu 2023 roku, został przemianowany na Women’s World Championship.
3Tytuł został pierwotnie ustanowiony jako WWE Women’s Championship w kwietniu 2016 roku. We wrześniu 2016 roku, został przemianowany na Raw Women’s Championship, ale powrócił do swojej pierwotnej nazwy w czerwcu 2023 roku.

#### Mężczyźni
| Legenda | Legenda                              |
| ------- | ------------------------------------ |
|         | Wygrał mecz i tytuł                  |
|         | Wygrał mecz, ale nie tytuł           |
|         | Przegrał mecz                        |
|         | Mecz zakończył się brakiem rezultatu |

| Nr. | Właściciel kontraktu | Mistrzostwo                        | Gala                          | Data                                        | Rezultat |
| --- | -------------------- | ---------------------------------- | ----------------------------- | ------------------------------------------- | --- |
| 1   | Edge                 | WWE Championship                   | New Year’s Revolution         | 8 stycznia 2006                             | Mr. McMahon ogłosił wykorzystanie walizki przez Edge’a tuż po tym, jak John Cena wygrał Elimination Chamber match i obronił mistrzostwo. Edge pokonał Cenę po wykonaniu dwóch Spearów. |
| 2   | Rob Van Dam          | WWE Championship                   | ECW One Night Stand           | 11 czerwca 2006                             | Van Dam pokonał Johna Cenę w Extreme Rules matchu po ataku Edge’a na Cenie i wykonaniu Five-Star Frog Splash. |
| 3   | Edge (2)             | World Heavyweight Championship     | SmackDown!                    | 8 maja 2007 (wyemitowano 11 maja 2007)      | Edge pokonał The Undertakera wykonując mu Spear, tuż po tym jak Undertaker zremisował w Steel Cage matchu z Batistą i został zaatakowany przez Marka Henry’ego. |
| 4   | CM Punk              | World Heavyweight Championship     | Raw                           | 30 czerwca 2008                             | Po ataku Batisty na Edge’u, Punk pokonał Edge’a po wykonaniu Go To Sleep. |
| 5   | CM Punk (2)          | World Heavyweight Championship     | Extreme Rules                 | 7 czerwca 2009                              | Punk pokonał Jeffa Hardy’ego po podwójnym wykonaniu Go To Sleep. Przed walką Hardy pokonał Edge’a w Ladder matchu i zdobył mistrzostwo. |
| 6   | Jack Swagger         | World Heavyweight Championship     | SmackDown                     | 30 marca 2010 (wyemitowano 2 kwietnia 2010) | Po ataku Edge’a na Chrisie Jericho, Swagger pokonał Jericho wykonując mu Gutwrench powerbomb. |
| 7   | Kane                 | World Heavyweight Championship     | Money in the Bank             | 18 lipca 2010                               | Kane pokonał Reya Mysterio wykonując mu Tombstone Piledriver. Przed walką Mysterio obronił mistrzostwo pokonując Jacka Swaggera. |
| 8   | The Miz              | WWE Championship                   | Raw                           | 22 listopada 2010                           | Miz pokonał Randy’ego Ortona wykonując mu Skull Crushing Finale. Przed walką Orton został zaatakowany przez członków grupy The Nexus, której lider Wade Barrett nie zdołał zdobyć mistrzostwa od Ortona. |
| 9   | Alberto Del Rio      | WWE Championship                   | SummerSlam                    | 14 sierpnia 2011                            | Del Rio pokonał CM Punka wykonując mu Step-up enzuigiri. Przed walką Punk pokonał Johna Cenę o niekwestionowane mistrzostwo, lecz został zaatakowany przez Kevina Nasha. |
| 10  | Daniel Bryan         | World Heavyweight Championship     | TLC: Tables, Ladders & Chairs | 18 grudnia 2011                             | Bryan pokonał Big Showa po ataku ze strony Marka Henry’ego na ówczesnym mistrzu. Przed walką Big Show zdołał zdobyć mistrzostwo pokonując Henry’ego w Chairs matchu. |
| 11  | John Cena            | WWE Championship                   | Raw 1000                      | 23 lipca 2012                               | Cena wygrał walkę z CM Punkiem przez dyskwalifikację po interwencji ze strony Big Showa, wskutek czego nie zdobył mistrzostwa. |
| 12  | Dolph Ziggler        | World Heavyweight Championship     | Raw                           | 8 kwietnia 2013                             | Ziggler pokonał Alberto Del Rio wykonując mu Zig Zag. Przed walką Del Rio został zaatakowany przez Jacka Swaggera, który wspólnie z Zebem Colterem przegrał z Del Rio w 2-on-1 Handicap matchu. |
| 13  | Randy Orton          | WWE Championship                   | SummerSlam                    | 18 sierpnia 2013                            | Orton pokonał Daniela Bryana po wykonaniu Pedigree przez Triple H’a będącym sędzią wcześniejszego pojedynku o mistrzostwo pomiędzy Bryanem i Johnem Ceną. Była to pierwsza walka, w której wystąpił sędzia specjalny. |
| 14  | Damien Sandow        | World Heavyweight Championship     | Raw                           | 28 października 2013                        | Sandow zaatakował mistrza Johna Cenę i użył kontraktu, lecz przegrał z Ceną po wykonaniu na Sandowie Attitude Adjustment. |
| 15  | Seth Rollins         | WWE World Heavyweight Championship | WrestleMania 31               | 29 marca 2015                               | Rollins wykorzystał kontrakt podczas walki pomiędzy Romanem Reignsem i broniącym mistrzostwa Brockiem Lesnarem. Walkę przemianowano w Triple threat match, gdzie Rollins przypiął Reignsa wykonując mu Curb Stomp. |
| 16  | Sheamus              | WWE World Heavyweight Championship | Survivor Series               | 22 listopada 2015                           | Sheamus pokonał Romana Reignsa wykonując mu Brogue Kick. Przed walką Reigns pokonał Deana Ambrose′a i zdobył zwakowany tytuł. |
| 17  | Dean Ambrose         | WWE World Heavyweight Championship | Money in the Bank             | 19 czerwca 2016                             | Ambrose pokonał Setha Rollinsa wykonując mu Dirty Deeds. Przed walką Rollins pokonał Romana Reignsa i zdobył tytuł. |
| 18  | Baron Corbin         | WWE Championship                   | SmackDown Live                | 15 sierpnia 2017                            | Został pokonany przez mistrza, Jindera Mahala, po tym jak na nim wykonał ruch roll-up, po odwróceniu uwagi przez Johna Cenę. |
| 19  | Braun Strowman       | WWE Universal Championship         | Hell in a Cell                | 16 września 2018                            | Walka pomiędzy nim, a mistrzem Romanem Reignsem w Hell in a Cell matchu zakończyła się bez rezultatu po ataku przez Brocka Lesnara. |
| 20  | Brock Lesnar         | WWE Universal Championship         | Extreme Rules                 | 14 lipca 2019                               | Lesnar pokonał Setha Rollinsa wykonując mu F-5. Przed walką Rollins wraz z Raw Women’s Champion Becky Lynch obronili swoje tytuły w Last Chance Winners Take All Extreme Rules mixed tag team matchu. |
| 21  | The Miz (2)          | WWE Championship                   | Elimination Chamber           | 21 lutego 2021                              | Miz pokonał Drew McIntyre’a wykonując mu Skull Crushing Finale. Przed walką McIntyre wygrał Elimination Chamber match i obronił mistrzostwo, po czym został zaatakowany przez Bobby’ego Lashleya. |
| 22  | Big E                | WWE Championship                   | Raw                           | 13 września 2021                            | Big E pokonał Bobby’ego Lashleya wykonując mu Big Ending. Przed walką Lashley obronił mistrzostwo pokonując Randy’ego Ortona. |
| 23  | Austin Theory        | WWE United States Championship     | Raw                           | 7 listopada 2022                            | Został pokonany przez mistrza, Setha „Freakin” Rollinsa, po tym jak wykonał na nim Curb Stomp, po tym jak został zaatakowany przez Bobby’ego Lashleya. |
| 24  | Damian Priest        | World Heavyweight Championship     | WrestleMania XL Noc 2         | 7 kwietnia 2024                             | Priest pokonał Drew McIntyre’a wykonując mu South of Heaven. Przed walką McIntyre zdobył mistrzostwo pokonując Setha „Freakin” Rollinsa, po czym został zaatakowany przez CM Punka. |
| 25  | Drew McIntyre        | World Heavyweight Championship     | Money in the Bank             | 6 lipca 2024                                | Podczas walki pomiędzy obrońcą tytułu Damianem Priestem a Sethem „Freakin” Rollinsem McIntyre wbiegł i zrealizował swój kontrakt. Sędzia przyjął walizkę w trakcie trwania walki i zamienił singles match na triple threat match. Priest wygrał walkę, przypinając McIntyre’a po South of Heaven po interwencji CM Punka. |
| 26  | Seth Rollins         | World Heavyweight Championship     | SummerSlam Noc 2              | 2 sierpnia 2025                             | Rollins pokonał CM Punka wykonując mu Curb Stomp. Przed walką Punk pokonał Gunthera i zdobył tytuł. |

#### Kobiety
| Legenda | Legenda                              |
| ------- | ------------------------------------ |
|         | Wygrała mecz i tytuł                 |
|         | Wygrała mecz, ale nie tytuł          |
|         | Przegrała mecz                       |
|         | Mecz zakończył się brakiem rezultatu |

| Nr. | Właścicielka kontraktu | Mistrzostwo                        | Gala              | Data             | Rezultat |
| --- | ---------------------- | ---------------------------------- | ----------------- | ---------------- | --- |
| 1   | Carmella               | WWE SmackDown Women’s Championship | SmackDown Live    | 10 kwietnia 2018 | Carmella pokonała Charlotte Flair wykonując jej Princess Kick po ataku ze strony The IIconics (Billie Kay i Peyton Royce) na ówczesnej mistrzyni. |
| 2   | Alexa Bliss            | WWE Raw Women’s Championship       | Money in the Bank | 17 czerwca 2018  | Bliss pokonała Nię Jax wykonując jej Bliss DDT i Twisted Bliss. Przed walką Jax broniła tytuł przeciwko Rondzie Rousey, a walka zakończyła się przez dyskwalifikację po tym jak Bliss uderzyła Rousey jej walizką Money in the Bank.                                                                                                   |
| 3   | Bayley                 | WWE SmackDown Women’s Championship | Money in the Bank | 19 maja 2019     | Bayley pokonała Charlotte Flair wykonując jej Bayley Elbow Drop. Przed walką Flair pokonała Becky Lynch i zdobyła mistrzostwo, po czym Lynch zaatakowała Lacey Evans, po czym sama Flair ponogła Evans. Bayley momentalnie pospieszyła z pomocą Lynch i skorzystała z tego, że Flair była nieprzytomna i wykorzystała na niej walizkę. |
| 4   | Nikki A.S.H.           | WWE Raw Women’s Championship       | Raw               | 19 lipca 2021    | Nikki A.S.H. pokonała Charlotte Flair wykonując jej diving crossbody. Przed walką Flair broniła tytuł przeciwko Rhei Ripley, a walka zakończyła się przez dyskwalifikację po tym jak Flair uderzyła Ripley pasem mistrzowskim, po czym Ripley wykonała na Flair Riptide.                                                               |
| 5   | Liv Morgan             | WWE SmackDown Women’s Championship | Money in the Bank | 2 lipca 2022     | Morgan pokonała Rondę Rousey ruchem roll-up. Przed walką Rousey obroniła mistrzostwo pokonując Natalyę. |
| 6   | Iyo Sky                | WWE Women’s Championship           | SummerSlam        | 5 sierpnia 2023  | Sky pokonała Biancę Belair wykonując jej Over the Moonsault. Przed walką Belair zdobyła mistrzostwo pokonując broniącą mistrzostwo Asukę i Charlotte Flair w Triple threat matchu. |
| 7   | Tiffany Stratton       | WWE Women’s Championship           | SmackDown         | 3 stycznia 2025  | Stratton pokonała Nię Jax wykonując jej Prettiest Moonsault Ever. Przed walką Jax obroniła mistrzostwo pokonując Naomi z ingerencją Stratton, a następnie została zaatakowana przez Stratton podczas pobicia tag team partnerki Naomi, Bianci Belair.                                                                                  |
| 8   | Naomi                  | Women’s World Championship         | Evolution         | 13 lipca 2025    | Podczas walki pomiędzy broniącą tytułu mistrzynią Iyo Sky i Rheą Ripley, Naomi wbiegła i wykorzystała swój kontrakt. Sędzia przyjął kontrakt, gdy walka była w toku i przekształcił singles match w triple threat match. Naomi następnie przypięła Sky po split legged moonsault, aby wygrać mistrzostwo.                              |

### Lista uczestników
| Wrestler                       | Zwycięstwa | Walki |
| ------------------------------ | ---------- | ----- |
| CM Punk                        | 2          | 4     |
| Seth Rollins                   | 2          | 4     |
| John Cena                      | 1          | 1     |
| Braun Strowman                 | 1          | 1     |
| Brock Lesnar                   | 1          | 1     |
| Otis                           | 1          | 1     |
| Big E                          | 1          | 1     |
| Austin Theory                  | 1          | 1     |
| Damian Priest                  | 1          | 1     |
| Mr. Kennedy                    | 1          | 2     |
| Damien Sandow                  | 1          | 2     |
| Alberto Del Rio                | 1          | 2     |
| Edge                           | 1          | 3     |
| Rob Van Dam                    | 1          | 3     |
| Dean Ambrose                   | 1          | 3     |
| Daniel Bryan                   | 1          | 3     |
| Baron Corbin                   | 1          | 3     |
| Jack Swagger                   | 1          | 4     |
| The Miz                        | 1          | 4     |
| Sheamus                        | 1          | 4     |
| Randy Orton                    | 1          | 5     |
| Dolph Ziggler                  | 1          | 6     |
| Drew McIntyre                  | 1          | 6     |
| Kane                           | 1          | 7     |
| Aleister Black                 | 0          | 1     |
| Alex Riley                     | 0          | 1     |
| Ali                            | 0          | 1     |
| Bobby Lashley                  | 0          | 1     |
| Bobby Roode                    | 0          | 1     |
| Butch                          | 0          | 1     |
| Carlito                        | 0          | 1     |
| Carmelo Hayes                  | 0          | 1     |
| Chris Benoit                   | 0          | 1     |
| Fandango                       | 0          | 1     |
| Heath Slater                   | 0          | 1     |
| Jeff Hardy                     | 0          | 1     |
| Jey Uso                        | 0          | 1     |
| Justin Gabriel                 | 0          | 1     |
| King Booker                    | 0          | 1     |
| Logan Paul                     | 0          | 1     |
| Madcap Moss                    | 0          | 1     |
| Neville                        | 0          | 1     |
| Omos                           | 0          | 1     |
| Penta                          | 0          | 1     |
| R-Truth                        | 0          | 1     |
| Ric Flair                      | 0          | 1     |
| Roman Reigns                   | 0          | 1     |
| Rusev                          | 0          | 1     |
| Samoa Joe                      | 0          | 1     |
| Santino Marella                | 0          | 1     |
| Santos Escobar                 | 0          | 1     |
| Solo Sikoa                     | 0          | 1     |
| Ted DiBiase                    | 0          | 1     |
| Tensai                         | 0          | 1     |
| Tyson Kidd                     | 0          | 1     |
| AJ Styles                      | 0          | 2     |
| Big Show                       | 0          | 2     |
| Cesaro                         | 0          | 2     |
| Chad Gable/El Grande Americano | 0          | 2     |
| Finn Bálor                     | 0          | 2     |
| Mark Henry                     | 0          | 2     |
| Rey Mysterio                   | 0          | 2     |
| Riddle                         | 0          | 2     |
| Sin Cara                       | 0          | 2     |
| Wade Barrett                   | 0          | 2     |
| Andrade                        | 0          | 3     |
| Evan Bourne                    | 0          | 3     |
| Finlay                         | 0          | 3     |
| John Morrison                  | 0          | 3     |
| Kevin Owens                    | 0          | 3     |
| LA Knight                      | 0          | 3     |
| Montel Vontavious Porter       | 0          | 3     |
| Ricochet                       | 0          | 3     |
| Sami Zayn                      | 0          | 3     |
| Shinsuke Nakamura              | 0          | 3     |
| Cody Rhodes                    | 0          | 4     |
| Matt Hardy                     | 0          | 4     |
| Chris Jericho                  | 0          | 5     |
| Shelton Benjamin               | 0          | 5     |
| Christian                      | 0          | 6     |
| Kofi Kingston                  | 0          | 7     |

| Wrestlerka       | Zwycięstwa | Walki |
| ---------------- | ---------- | ----- |
| Carmella         | 2          | 4     |
| Tiffany Stratton | 1          | 1     |
| Iyo Sky          | 1          | 2     |
| Nikki Cross      | 1          | 2     |
| Liv Morgan       | 1          | 2     |
| Bayley           | 1          | 2     |
| Asuka            | 1          | 3     |
| Alexa Bliss      | 1          | 4     |
| Naomi            | 1          | 5     |
| Chelsea Green    | 0          | 1     |
| Giulia           | 0          | 1     |
| Lana             | 0          | 1     |
| Lyra Valkyria    | 0          | 1     |
| Mandy Rose       | 0          | 1     |
| Nia Jax          | 0          | 1     |
| Shayna Baszler   | 0          | 1     |
| Raquel Rodriguez | 0          | 1     |
| Rhea Ripley      | 0          | 1     |
| Roxanne Perez    | 0          | 1     |
| Sasha Banks      | 0          | 1     |
| Shotzi           | 0          | 1     |
| Stephanie Vaquer | 0          | 1     |
| Trish Stratus    | 0          | 1     |
| Ember Moon       | 0          | 2     |
| Dana Brooke      | 0          | 2     |
| Lacey Evans      | 0          | 2     |
| Zelina Vega      | 0          | 2     |
| Zoey Stark       | 0          | 2     |
| Charlotte Flair  | 0          | 3     |
| Tamina           | 0          | 3     |
| Becky Lynch      | 0          | 5     |
| Natalya          | 0          | 5     |

### Cash-iny przeciwko
| Wrestler        | Ile razy |
| --------------- | -------- |
| CM Punk         | 3        |
| John Cena       | 3        |
| Seth Rollins    | 3        |
| Roman Reigns    | 2        |
| Drew McIntyre   | 2        |
| Alberto Del Rio | 1        |
| Big Show        | 1        |
| Bobby Lashley   | 1        |
| Brock Lesnar    | 1        |
| Chris Jericho   | 1        |
| Damian Priest   | 1        |
| Daniel Bryan    | 1        |
| Edge            | 1        |
| Jeff Hardy      | 1        |
| Jinder Mahal    | 1        |
| Randy Orton     | 1        |
| Rey Mysterio    | 1        |
| The Undertaker  | 1        |

| Wrestlerka      | Ile razy |
| --------------- | -------- |
| Charlotte Flair | 3        |
| Nia Jax         | 2        |
| Bianca Belair   | 1        |
| Iyo Sky         | 1        |
| Ronda Rousey    | 1        |